# Carmen Lys Ribeiro Braga
Carmen Lys Ribeiro Braga (1923 - 1989) fue una física y académica brasileña.  

## Trayectoria
Lys Ribeiro Braga fue profesora del Instituto de Física de la Universidad de San Pablo (IFUSP) como alumna del matemático francés Laurent Schwartz , quien influyó mucho en su trabajo, tanto como investigadora como docente.
Lys Ribeiro Braga enseñó física matemática y métodos de física teórica en la Universidad de San Pablo. Formó varias generaciones de físicos en Brasil.  En 2006, una recopilación de sus apuntes de clase fue publicada por profesores del IFUSP, lo cual demostró el excelente nivel de sus cursos.

## Obra
- Braga, Carmen Lys Ribeiro (2006). Notas de Física Matemática (en portugués de Brasil). Editora Livraria da Fisica. ISBN 978-85-88325-60-9. Consultado el 8 de febrero de 2025.